# واناري
واناري (بالإنجليزية: Ouanary)‏ هي إحدى بلديات دائرة كايين بغويانا الفرنسية. تبلغ مساحتها 1080 كيلومتر مربع ويقدر عدد سكانها ب 93 نسمة. تقع البلدية على مصب نهر أويابوك.